# Šigony
Šigony (in russo Шигоны?) è un villaggio dell'oblast' di Samara in Russia; è il centro amministrativo del distretto Šigonskij.
Si trova nella parte occidentale della regione, sulla riva sinistra del fiume Usa, 30 km a nord-est di Syzran'.